# Maripa scandens
Espèce
Maripa scandens est une espèce de plantes de la famille des Convolvulaceae.

## Synonymes
Maripa scandens a pour synonymes selon World Checklist of Selected Plant Families (WCSP) (21 février 2021) :
- synonyme homotypique :
  - Mouroucoa scandens (Aubl.) Kuntze, 1891
- synonyme hétérotypique :
  - Maripa erecta G.Mey., 1818
  - Maripa cayennensis Meisn. in C.F.P.von Martius & auct. suc. (eds.), 1869
  - Maripa cordifolia Klotzsch ex Meisn. in C.F.P.von Martius & auct. suc. (eds.), 1869
  - Maripa scandens var. cordata Meisn. in C.F.P.von Martius & auct. suc. (eds.), 1869
  - Mouroucoa cayennensis (Meisn.) Kuntze, 1891
  - Mouroucoa cordifolia (Klotzsch ex Meisn.) Kuntze, 1891
  - Mouroucoa erecta (G.Mey.) Kuntze, 1891
  - Maripa scandens var. argentea Benoist, 1920
  - Maripa scandens var. albicans Ducke, 1925
  - Lysiostyles cayennensis (Meisn.) Roberty, 1952

## Liste des variétés
Selon Tropicos (21 février 2021) (Attention liste brute contenant possiblement des synonymes) :
- variété Maripa scandens var. albicans Ducke
- variété Maripa scandens var. argentea Benoist
- variété Maripa scandens var. cordata Meisn.

## Histoire naturelle
En 1775, le botaniste Aublet propose la diagnose suivante : 

« Maripa (scandens). (Tabula 91.)
Frutex sarmentosus ; sarmentis longissimis, suprà arbores scandentibus, ramulis propendentibus. Capreolus spiraliter intortus, lignosus, in ramusculis, infra folia, observatur. Folia alterna, ovata, acuta, glabra, integerrima, petiolata. Flores paniculati, terminales ; pediculi ramorum ex axillari squamula prodeunt. Calix cinereus. Corolla alba.
Habitat ad ripam fluvii Sinemari.
Florebat Novembri.
Nomen Caribamm Maripa. »

« Le Maripe grimpant. (Planche 91.)
Cet arbrisseau pousse des branches qui se roulent sur les troncs des arbres voisins, & se partagent ensuite en plusieurs rameaux, garnis à leur base d'une vrille ligneuse, tournée en spirale; ils sont chargés de feuilles alternes, entières, fermés, vertes, lisses, ovales, terminées par une longue pointe mousse, les plus grandes ont six pouces de longueur, sur deux & demi de largeur ; leur pédicule est long d'environ un pouce ; il est arrondi & charnu à sa base. 
Les fleurs naissent à 1'extrémité des rameaux, sur de grandes grappes branchues & rameuses ; chaque branche est garnie à sa base dune petite écaille, & les rameaux de deux. 
Le calice de la fleur est d'une seule pièce, profondément divisé en cinq parties arrondies, concaves, couvertes en partie les unes par les autres ; sa couleur est cendrée. 
La corolle est d'une seule pièce, régulière, blanche ; c'est un tube renfle à sa partie inférieure, rétrécie au dessus, & ensuite évasée insensiblement jusqu'à son limbe, qui est partagé en cinq petits lobes crénelés ; cette corolle est attachée au fond du calice autour de l'ovaire. 
Les étamines sont au nombre de cinq, rangées sur la paroi du tube au dessous de son renflement. Leur filet est court. Les anthères sont longues & à deux bourses. 
Le pistil est un ovaire arrondi, surmonté d'un style, termine par un stigmate large & un peu convexe. . 
Cet ovaire, que je n'ai pu voir en maturité, est à deux loges, dans chacune desquelles sont renfermées deux semences anguleuses. L’on a représenté toutes les parties de la fructification un peu plus grandes, & plus grosses que dans l'état naturel. 
J'ai trouvé cette liane en fleur au mois de Novembre, sur les bords de la rivière de Sinémari à huit lieues au dessus de son embouchure. 
Cet arbrisseau est appelle Maripa par les Galibis. Le nom de Maripa se donne aussi à une espèce de palmier. »